# Замбийский фунт
Замбийский фунт (англ. Zambian pound) — денежная единица Замбии в 1964—1968 годах. 1 фунт = 20 шиллингов = 240 пенсов.

## История
Замбийский фунт введён 16 ноября 1964 года, сменив фунт Родезии и Ньясаленда в соотношении 1:1. 15 декабря 1965 года замбийский фунт стал единственным законным платёжным средством, но монеты Родезии и Ньясаленда в 3 пенса некоторое время ещё сохранялись в обращении.
Золотое содержание фунта было установлено в 2,48828 г золота, равным золотому содержанию фунта стерлингов. Равенство с фунтом стерлингов сохранялось до девальвации фунта стерлингов в ноябре 1967 года.
16 января 1968 года введена новая денежная единица — замбийская квача. Обмен производился в соотношении: 1 фунт = 2 квачи. Банкноты и монеты в замбийских фунтах использовались в обращении до 31 января 1974 года.

## Монеты и банкноты
Чеканились монеты номиналом в 1 и 6 пенсов, 1, 2 и 5 шиллингов.
Выпускались банкноты Банка Замбии номиналами в 10 шиллингов, 1 и 5 фунтов.